# Mathieu Quoidbach
Mathieu Quoidbach  (Verviers, 21 september 1873 -  aldaar, 11 oktober 1951) was een Belgische wielrenner. 
Quoidbach was beroepsrenner van 1898 tot 1903. Hij werd in 1900 Belgisch kampioen in Hoei. Hij was ook een voortreffelijke baanrenner.
Mathieu Quoidbach begon met wielrennen nadat hij een fiets had gewonnen met kaartspelen. In 1900 werd hij Belgisch kampioen wegwielrennen, dat toen werd verreden met gangmakers op een tandemmotorfiets.
Zelf achtte hij zijn grootste zege die van de Zes Uren van Verviers in 1901, vóór de Amerikaan Charles Miller, de eerste winnaar van de Zesdaagse van New York.
In 1903 trok Quoidbach zich uit het wielrennen terug. 

## Palmares
- 1900:  1e  Belgisch kampioenschap, Hoei
- 1901: Gulpen-Maastricht-Gulpen
- 1901: Zes Uren van Verviers